# オステオスペルマム
オステオスペルマム（学名：Osteospermum）とは、植物界被子植物門双子葉植物綱キク目キク科キク亜科キンセンカ連オステオスペルマム属である。別名は「アフリカキンセンカ」「アフリカンデージー」（ただし他にもアフリカンデージーと呼ばれる属はある）。
半耐寒性の宿根草。アフリカ南部・熱帯アフリカ原産。

## 分類
アフリカキンセンカ属（ディモルフォセカ属） Dimorphotheca に非常に近縁で、容易に雑種を作る。2属の区別は難しく分類は流動的で、近年では Nordenstam (1994, 1996) の系統解析により、Blaxium 節（O. jucundus / D. jucunda など）がアフリカキンセンカ属に移された。Gawenda & Debener (2009) によると、2属を分けることはできず、合わせてもその遺伝的変異は一般的な属に満たない。
語源はギリシャ語の「osteon（骨）+ sperma（種子）」で、ここからもアフリカキンセンカ属（語源はギリシャ語の「dimorhos（2つの形） + theca（箱）」）とは別の進化の過程を辿ったと思われる。
全世界で数百種の品種が登録されているほど花色が多い。そのほとんどが育種されたもので、日本国内で流通している品種のほとんどはこれまで輸入された穂を挿し木したものであったが、近年日本の育種家の間でも開花期間や色合いの改良品種が盛んに行われている。
　

## 特徴
半耐寒性ではあるが、品種によっては－6℃以下でも枯れることは無い。
草丈は30〜50cm程度で、園芸店やホームセンター等で販売されているものは、矮化剤で草丈を低く抑えているものが売られていることが多く、庭植えすると、翌年は草丈が伸びる。
花は3〜5cmの物が多く、花色も紫・黄・白・オレンジ・バイカラー等多くの色がある。
花言葉は「無邪気」「変わらぬ愛」

## 種
Wikispeciesより。種の認定およびアフリカキンセンカ属との区別には諸説ある。
- Osteospermum acanthospermum
- Osteospermum aciphyllum
- Osteospermum armatum
- Osteospermum asperulum
- Osteospermum attenuatum
- Osteospermum australe
- Osteospermum bidens
- Osteospermum bolusii
- Osteospermum burttianum
- Osteospermum ciliatum
- Osteospermum corymbosum
- Osteospermum dregei
- Osteospermum elsieae
- Osteospermum glabrum
- Osteospermum grandidentatum
- Osteospermum grandiflorum
- Osteospermum hafstroemii
- Osteospermum herbaceum
- Osteospermum hirsutum
- Osteospermum hispidum
- Osteospermum imbricatum
- Osteospermum junceum
- Osteospermum karrooicum
- Osteospermum lanceolatum
- Osteospermum leptolobum
- Osteospermum microcarpum
- Osteospermum montanum
- Osteospermum muricatum
- Osteospermum pinnatum
- Osteospermum polygaloides
- Osteospermum pterigoideum
- Osteospermum pyrifolium
- Osteospermum rigidum
- Osteospermum rotundifolium
- Osteospermum scariosum
- Osteospermum sinuatum
- Osteospermum spinescens
- Osteospermum spinosum
- Osteospermum subulatum
- Osteospermum thodei
- Osteospermum triquetrum

## 栽培品種
日本国外での育種が盛んで、日本国内製品のほとんどが日本国外からの輸入苗。
- シンフォニー・シリーズ
- ニンジャ・タイプ
- サニー・シリーズ